# Diaphanidus
Diaphanidus — род жесткокрылых из семейства чернотелок.

## Описание
Передние голени на наружном крае с двумя длинными зубцами; последний членик усиков больше предпоследнего. Пело полушаровидно выпуклое..

## Систематика
В составе рода:
- Diaphanidus antennatus
- Diaphanidus crassiantennatus
- Diaphanidus ferrugineus
- Diaphanidus globosus
- Diaphanidus granulatus
- Diaphanidus khashensis
- Diaphanidus lutensis
- Diaphanidus mamuni
- Diaphanidus narynensis
- Diaphanidus robustus
- Diaphanidus semenowi
- Diaphanidus talatabensis